# Осока гвоздичная
Осо́ка гвозди́чная, или Осока весе́нняя, или Осока ру́сская, или Осока шершавошипова́тая, или Осока ми́тровая (лат. Carex caryophyllea) — многолетнее травянистое растение вид рода Осока (Carex) семейства Осоковые (Cyperaceae).

## Ботаническое описание

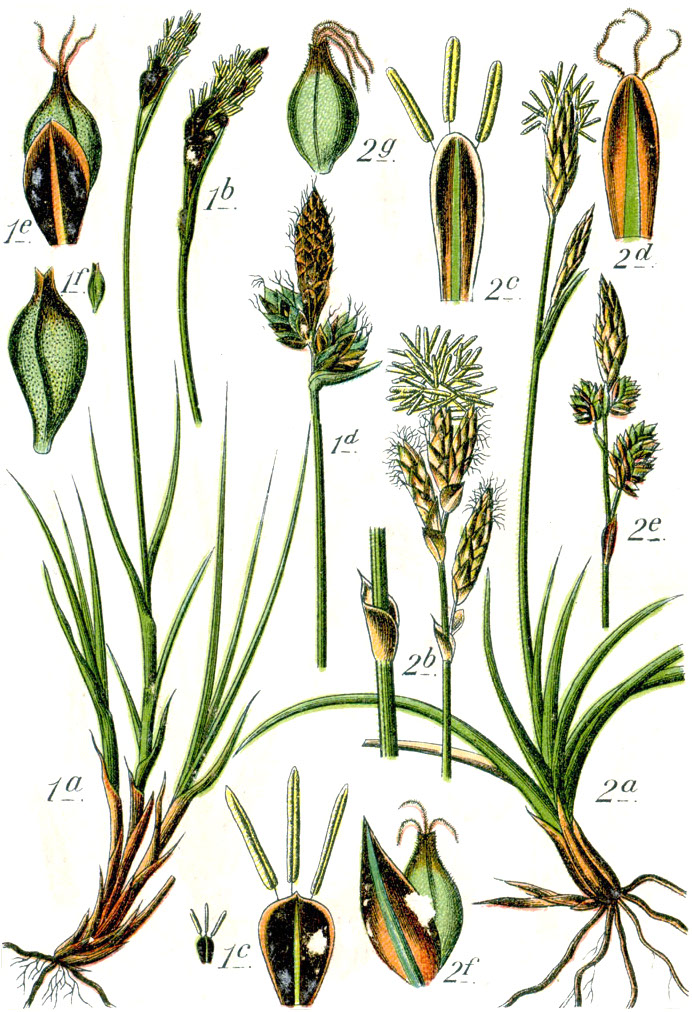
2 — Carex caryophyllea

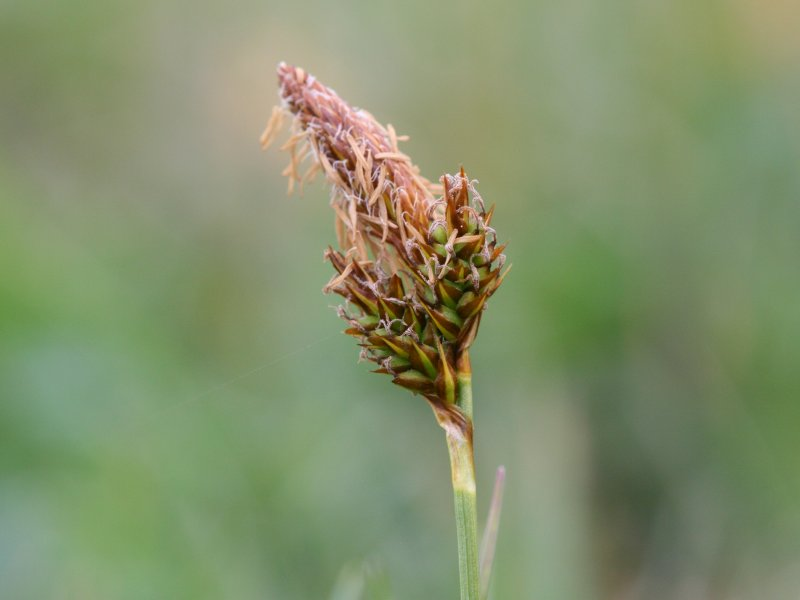
Соцветие

Светло-зелёное или серовато-зелёное растение с удлинёнными ползучими горизонтальными корневищами, образующее рыхлые или быть может плотные дерновинки, дающее тонкие боковые побеги. Побеги окружены при основании коричневыми, обычно цельными или слабо волокнисто расщеплёнными влагалищами старых листьев.
Стебли крепкие, могут быть изогнутыми или прямыми, неясно-трёхгранные, наверху слегка шероховатые, почти гладкие, 10—50 см высотой, могут быть высоко облиственными, влагалища листьев почти одинаковой длины, пластинки отходят от них на одном уровне.
Листья снизу килеватые, сложенные, кверху могут быть уплощёнными, 2—3,5 мм шириной, изогнутые или извитые, по краю назад завёрнутые, почти вполовину короче стебля или превышающие его.
Соцветие из сближенных или расставленных колосков, 2—3  или (4)5—7,5(9) см длиной. Верхний колосок тычиночный, 1—1,5 см длиной, обратнояйцевидный, может быть на длинной ножке; остальные 1—4 — пестичные, расположенные в верхней половине стебля, рыхловатые, продолговато-яйцевидные или яйцевидные, (0,5)0,8—1(2) см длиной, 0,6 см шириной, немногоцветковые, рыхлые, несколько расставленные, верхние сидячие, нижние на коротких, 0,5—1,5 см длиной ножках. Чешуи тычиночных колосков обратнояйцевидные, островатые или тупые, коричневые или жёлто-бурые, по краю могут быть узко-перепончатыми, с одноцветной, кверху пропадающей жилкой. Чешуи пестичных колосков яйцевидные или широкояйцевидные, выпуклые, с 1—3 жилками, коричневые или светло-бурые, нижние (или все) с коротким, до 0,5 мм, остроконечием, со светлым или зелёным, сверху шероховатым килем, короче мешочков или равные им. Мешочки обратнояйцевидные или почти яйцевидные, выпукло-трёхгранные, 2—2,7(3) мм длиной, с 6—7 или многочисленными неясными жилками или без них, с хорошо выраженным опушением, едва приметно коротко опушённые или голые, с клиновидным основанием такой же консистенции, как и остальная их часть, сначала зеленовато-соломенные, позже буроватые или ржавые. Носик мешочков (0,2)0,3—0,5(1) мм длиной, конический, цельный или едва выемчатый. Рылец 3, столбик у основания немного утолщённый. Нижний кроющий лист с влагалищем (0,7)2—4 мм длиной и узколинейной или щетиновидной пластинкой короче своего колоска, равной ему или превышающей его.
На верхушке плода имеется кольцевидное возвышение 0,3—0,5 мм в диаметре, его очертания не вырисовываются или явственно вырисовываются на поверхности мешочка. Плодоносит в марте-мае.
Число хромосом 2n=62, 64, 66, 67, 68, 69.
Вид описан из Юго-Восточной Франции.

## Распространение и экология
Северная Европа: юг Фенноскандии; Атлантическая, Центральная и Южная Европа; Европейская часть России: все районы, кроме Арктики, Карело-Мурманского, Двино-Печорского и Верхне-Волжского; Прибалтика; Беларусь; Украина; Молдова; Кавказ: все районы, кроме Восточного Предкавказья; Западная Сибирь: юг Обского бассейна, верховья Тобола, бассейн Иртыша, Алтай; Восточная Сибирь: запад Ангаро-Саянского района; Средняя Азия: Казахстан, Туркменистан; Дальний Восток; Западная Азия: Северо-Восточная Турция, Северный Иран; Центральная Азия: Монголия; Восточная Азия: Корейский полуостров, Япония; Северная Америка (заносное); Северная Африка.
Растёт на сухих травянистых склонах, суходольных лугах, среди кустарников, в сухих светлых лесах, на опушках, большей частью песчаных почвах; на равнине и в лесном поясе гор.
Колоски во время цветения регулярно посещают медоносные пчёлы для сбора пыльцы, вероятно, осуществляя и их опыление, так как этот вид один из наиболее рано цветущих.

## Систематика
В пределах вида выделяются две разновидности:
- Carex caryophyllea var. caryophyllea — умеренные области Старого Света
- Carex caryophyllea var. microtricha (Franch.) Kük.  — Осока мелковолосистая; Дальний Восток, Корея, Северная и Центральная Япония

## Хозяйственное значение
Прекрасная кормовая трава на пастбищах, но встречается в небольших количествах.